# Raymond Loucheur
Raymond Loucheur (Tourcoing, 1 januari 1899 – Nogent-sur-Marne, 14 september 1979) was een Frans componist en muziekpedagoog.

## Levensloop
Loucheur begon zijn muziekstudies aan het CRD - Conservatoire Arthur Honegger in Le Havre bij Henri Woollett. Vervolgens studeerde hij aan het Conservatoire national supérieur de musique in Parijs bij Henri Dallier, Paul Fauchet, Nadia Boulanger (harmonie), André Gedalge (contrapunt en fuga), Paul Vidal en Max d’Ollone (compositie), Vincent d'Indy (orkestdirectie) en Joseph Baggers. Met zijn cantate Héraklès à Delphes, op een libretto van René Puaux, won hij in 1928 de Prix de Rome. Dit was verbonden met een verblijf in de Villa Medici in Rome, waar ook zijn eerste grote composities ontstonden.
Van 1925 tot 1940 was hij muziekleraar aan verschillende openbare scholen in Parijs. In 1938 werd hij "inspecteur divisionnaire" en in 1941 als opvolger van Jean Roger-Ducasse generale inspecteur voor het muziekonderwijs aan de stedelijke scholen van Parijs. In 1946 werd hij generale inspecteur in het Franse ministerie van onderwijs. Van 1956 tot 1962 was hij als opvolger van Marcel Dupré directeur van het Conservatoire national supérieur de musique in Parijs.
Als componist schreef hij werken voor verschillende genres. Voor zijn werken werd hij met diverse nationale prijzen bekroond, zoals de Prix Georges Bizet (1935) en de Grand Prix national de la musique in 1934 en 1974.

## Composities

### Werken voor orkest

#### Symfonieën
- 1929-1933 rev.1969 Symfonie nr. 1
- 1943-1944 Symfonie nr. 2
- 1971 Symfonie nr. 3

#### Concerten voor instrumenten en orkest
- 1954/1956 Concertino, voor trompetten en orkest - ook in een versie voor trompetten en blazerssextet
- 1960-1963 Concert, voor viool en orkest
- 1963 Concertino, voor slagwerk en orkest
- 1967-1968 Concert, voor cello en orkest

#### Andere werken voor orkest
- 1934 Défilé inspiré d'une photographie sportive comprenant 4 parties, voor orkest
  1. Convocation
  2. les enfants
  3. les jeunes filles
  4. les jeunes gens
- 1938 Pastorale
- 1940 En famille, voor kamerorkest
- 1945 Rapsodie malgache pour le cinquantenaire du rattachement de Madagascar à la France en 1895[2]
  1. Les musiciens
  2. les Piroguiers
  3. les Sorciers
  4. les Guerriers
- 1949 Suite nr. 1 uit het ballet "Hop-Frog"
- 1949 Suite nr. 2 uit het ballet "Hop-Frog"
- 1951 Divertissement
- 1971 Thrène, voor dwarsfluit en strijkorkest
- 1973 Hommage à Raoul Dufy

### Werken voor harmonieorkest
- 1964-1965 Cortège Interlude et danse en hommage à Rameau, voor harmonieorkest en 2 harpen
- 1974 Evocations
- Le Jeux du Stade

### Muziektheater

#### Balletten
| Voltooid in | titel    | aktes   | première                            | libretto        | choreografie  |
| ----------- | -------- | ------- | ----------------------------------- | --------------- | ------------- |
| 1935-1948   | Hop-Frog | 2 aktes | 17 juni 1953, Parijs, Opéra Garnier | Edgar Allan Poe | Harold Landes |

### Vocale muziek

#### Cantates
- 1928 Héraklès à Delphes, cantate - libretto: René Puaux

#### Werken voor koor
- 1936 La Ballade des petites filles qui n'ont pas de poupée, voor 4 solisten, gemengd koor en piano
- 1937 L'apothéose de la Seine, voor spreker, mezzosopraan, gemengd koor, ondes Martenot en orkest
- Le Jeune Menetrier, voor driestemmig koor
- Psaume XXXIX, voor gemengd koor en orkest
- Renard et Chanteclerc, voor driestemmig koor

#### Liederen
- 1934 3 Duos, voor sopraan, gemengd koor en orkest 
  1. Nostalgiques
  2. Pour Mnasidica  - tekst: Sappho
  3. Chanson des Ingénieurs - tekst: Paul Verlaine «poèmes Saturniens»
- 1938 Chansons de la bulle, voor zangstem en piano - tekst: Renée de Brimont
  1. La Bulle de savon
  2. La Tasse de lait
  3. L'Œuf à la coque
  4. Le Pantin gourmand
  5. Le Bélier noir
  6. Fleur-des-Pois
  7. Le Rayon-de-Soleil
- 1946 Chant du Stade, voor zangstem en piano - tekst: José Bruyr
- 1952-1957 5 Gedichten, voor mezzosopraan en strijkkwartet - tekst: Rainer Maria Rilke

### Kamermuziek
- 1930 Strijkkwartet
- 1932/1947 En famille, voor klarinetsextet (esklarinet, 2 besklarinetten, altklarinet, basklarinet in bes en contrabasklarinet in Es)
  1. Papa
  2. Maman
  3. Philibert
  4. Sylvie
  5. Le cercle de famille
- 1947 Hialmar, voor trombone en piano
- 1953 4 Pièces en quintette, voor harp, dwarsfluit, viool, altviool en cello
- 1954 Concertino, voor trompetten en klarinetsextet (esklarinet, 2 besklarinetten, altklarinet, basklarinet in bes en contrabasklarinet in Es)[3]
- 1959 Sonate, voor viool solo
- 1965 Dialogues, voor dwarsfluit en harp
- 1970 Portraits pour trio d'anches, voor hobo, klarinet en fagot
- 1972 Rencontres, voor hobo en cello
- 1975 Divertissement sur les flûtes, voor 10 fluiten (4 dwarsfluiten, 3 piccolo's, 2 altfluiten en basfluit) 
  1. Mobiles
  2. Lilliput
  3. Rêves
  4. Délice et orgue
  5. Final
- 1976 Reflets, voor koperkwintet
- Voliere, voor klarinet en piano

### Werken voor piano
- A la Maniere... d'un Violon